# Agathis endertii
Agathis endertii – gatunek drzewa z rodziny araukariowatych (Araucariaceae). Występuje tylko na Borneo. Rośnie w lasach na wysokościach od 200 do 1600 m n.p.m., głównie w centralnej części wyspy. Mimo że gatunek ma dość rozległy zasięg występowania na wyspie, spotykany jest w postaci rozproszonych, izolowanych populacji.  

## Morfologia
PokrójDrzewo osiągające do ponad 60 m wysokości, o pniu o średnicy do 1 metra. Kora jest szaro-brązowa, z purpurowym odcieniem.
LiścieMłodociane duże, jajowate, na końcu zaostrzone. Dojrzałe liście są owalne, u nasady zwężają się w krótki ogonek o długości 5 mm, na końcu są wyraźnie zaostrzone. Osiągają do 9 cm długości i 3 cm szerokości.
Organy generatywneSzyszki męskie mają długość od 3 do 4 cm i średnicę ok. 2 cm. Na szczycie są zaokrąglone, a u nasady zwężone. Mikrosporofile mają brzegi półokrągłe. Szyszki żeńskie owalne, o długości do 6 cm.
NasionaOwalne o długości ok. 1 cm i szerokości ok. 0,8 cm.